# Canal Olímpic (canal de televisió)
El Canal Olímpic fou un canal de televisió que va emetre durant quinze dies dedicat íntegrament a la cobertura dels Jocs Olímpics d'Estiu de 1992 de Barcelona, a partir d'un acord firmat entre Televisió de Catalunya (TVC) i Televisió Espanyola (RTVE). Les emissions es van realitzar a la freqüència habitual del Canal 33, entre el 24 de juliol i el 9 d'agost del 1992, sent-ne el seu director Tatxo Benet.
Entre d'altres, es van emetre l'Informatiu Olímpic, en versions de matí, tarda i nit, Afany olímpic, Perfil de campions, Herois, Campions, Entrevistes a la Vila Olímpica, Els més grans moments dels Jocs, Rock and Jocs i L'elegància dels Jocs.